# Voicești
Voiceşti é uma comuna romena localizada no distrito de Vâlcea, na região de Oltênia. A comuna possui uma área de 23.00 km² e sua população era de 1735 habitantes segundo o censo de 2007.